# Знайомтеся — Джо Блек
«Знайомтеся — Джо Блек» (англ. Meet Joe Black) — американська містична драма режисера Мартіна Бреста (був також продюсером), що вийшла 1998 року. У головних ролях Бред Пітт, Ентоні Гопкінс, Клер Форлані. Стрічку знято на основі п'єси Альберто Каселла.
Сценаристами були Рон Озборн, Джефф Рено, Кевін Вейд і Бо Ґолдмен. Вперше фільм продемонстрували 2 листопада 1998 року у США. В Україні у кінопрокаті фільм не демонструвався.

## Сюжет
Медіамагнат Білл Перріш розмірковує над злиттям своєї компанії з іншим великим медіахолдингом. Тим часом його старша дочка Еллісон готує пишне святкування з нагоди його 65-річчя. Молодша дочка, Сьюзан, лікар-інтерн, зустрічається з Дрю — членом ради директорів компанії її батька. Білл бачить, що Сьюзан не по-справжньому закохана, й радить їй не поспішати з одруженням і дочекатися справжнього почуття.
Після прибуття компанійського гелікоптера до офісу Білл чує дивний голос, який намагається ігнорувати. В офісі він відчуває біль у грудях, і знову чує той самий голос, який каже: «Так».
Тим часом у кав'ярні біля лікарні Сьюзан знайомиться з молодим чоловіком. Вони одразу знаходять спільну мову, але вона йде, так і не дізнавшись його імені. Невдовзі після цього він трагічно гине під колесами кількох автомобілів.
Того ж вечора Білла знову викликає загадковий голос. У кімнаті з’являється незнайомець — це сама Смерть, яка прийняла образ загиблого молодого чоловіка, що сподобався Сьюзан. Смерть пояснює, що надихнувся словами Білла про життя, і вирішив на певний час пожити серед людей. У подяку за те, що Білл буде його провідником у цьому світі, він обіцяє, що Білл поки що не помре. Повертаючись до вечері, Білл під тиском представляє його як "Джо Блек". Джо, не звиклий до людського тіла, не вміє їсти, пити або користуватися столовими приборами.
Тим часом Дрю вдається використати дивну поведінку Білла та його залежність від Джо, щоб переконати раду директорів проголосувати за звільнення Білла та затвердження злиття, яке той категорично відкидав.
Сьюзан відчуває, що Джо не зовсім той хлопець, якого вона зустріла в кав’ярні, але її приваблює його наївність і загадковість. Вона закохується в нього, і Джо — в неї. Згодом Білл бачить, як вони цілуються, і люто протистоїть Джо, вимагаючи не забирати життя його дочки.
У лікарні Джо розмовляє з безнадійно хворою пацієнткою, яка хоче померти, щоби припинити свої страждання. Вона здогадується, ким він є насправді. Вони обговорюють сенс життя, і вона застерігає його від змішування двох світів — живих і мертвих. Коли Джо питає, чи вона готова піти, жінка киває — і помирає.
У день народження Білла Джо каже, що забере з собою Сьюзан. Білл благає його залишити доньку живою, наголошуючи, що справжнє кохання — це не привласнення, а відпускання.
Під час вечірки Білл прощається з доньками, знаючи, що кінець близько. Сьюзан зізнається Джо, що закохалась у нього ще того дня в кав’ярні. Джо, зворушений її словами, вирішує дозволити їй жити.
Квінс вибачається перед Біллом за те, що неусвідомлено допоміг Дрю його зрадити, і Білл його прощає. Джо допомагає Біллу повернути контроль над компанією, викриваючи махінації Дрю на засіданні ради директорів — прикидаючись агентом податкової служби та погрожуючи йому в’язницею.
Пізніше Сьюзан і Білл прощаються. Починається феєрверк. На пагорбі, що височіє над святом, Джо чекає з емоціями на обличчі. Білл приєднується до нього, і вони йдуть разом, зникаючи з поля зору. Через мить Джо з’являється знову — тепер він знову той самий молодик з кав’ярні, без жодної згадки про попередні події. Сьюзан бере його за руку, і вони разом повертаються до святкування, тоді як над ними вибухають святкові вогні.

## У ролях
| Актор             | Персонаж                               | Роль                                                                     |
| ----------------- | -------------------------------------- | ------------------------------------------------------------------------ |
| Бред Пітт         | Джо Блек (англ. Joe Black)             | смерть у людській подобі / молода людина у кав'ярні                      |
| Ентоні Гопкінс    | Вілльям Перріш (англ. William Parrish) | медіамагнат, мільярдер                                                   |
| Клер Форлані      | Сьюзен Перріш (англ. Susan Parrish)    | наймолодша донька Вілльяма Перріша, наречена Дрю                         |
| Джейк Вебер       | Дрю (англ. Drew)                       | член ради правління у компанії Вілльяма Перріша, наречений Сьюзен Перріш |
| Марсія Ґей Гарден | Еллісон Періш (англ. Allison Parrish)  | найстарша донька Вілльяма Перріша                                        |
| Джефрі Тембор     | Квінс (англ. Quince)                   | зять Вілльяма Перріша, чоловік Еллісон Періш                             |

## Сприйняття

### Критика
Фільм отримав змішано-позитивні відгуки: Rotten Tomatoes дав оцінку 51% на основі 37 відгуків від критиків (середня оцінка 5,6/10) і 78% від глядачів із середньою оцінкою 3,4/5 (238,317 голосів). Загалом на сайті кінострічка має змішаний рейтинг, фільму зарахований «гнилий помідор» від кінокритиків, проте «попкорн» від глядачів, Internet Movie Database — 7,0/10 (119 116 голосів), Metacritic — 43/100 (24 відгуки критиків) і 7,2/10 від глядачів (36 голосів). Загалом на цьому ресурсі від критиків фільм отримав змішані відгуки, але від глядачів — позитивні.

### Касові збори
Під час показу у США, що розпочався 13 листопада 1998 року, протягом першого тижня фільм показали у 2,503 кінотеатрах і він зібрав $15,017,995, що на той час дозволило йому зайняти 3 місце серед усіх прем'єр. Фільм зібрав у прокаті у США $44,619,100, а у решті світу $98,321,000, тобто загалом $142,940,100 при бюджеті $90 млн.

### Нагороди і номінації[9]
| Рік  | Нагорода                     | Категорія                       | Номінант       | Результат |
| ---- | ---------------------------- | ------------------------------- | -------------- | --------- |
| 1998 | «Сатурн»                     | Найкращий актор                 | Ентоні Гопкінс | Номінація |
| 1998 | «Сатурн»                     | Найкраща музика                 | Томас Ньюман   | Номінація |
| 1998 | «Сатурн»                     | Найкраща актириса другого плану | Клер Форлані   | Номінація |
| 1998 | Премія «Bogey»               | Bogey Award                     | фільм          | Перемога  |
| 1998 | Motion Picture Sound Editors | Найкращий звуковий монтаж       |                | Номінація |
| 1998 | Золота малина                | Найгірший римейк чи сиквел      | фільм          | Номінація |
| 2000 | Csapnivalo Awards            | Найгірший фільм                 | фільм          | Перемога  |

### Виноски
1. 1 2 3  Meet Joe Black: Release Info (англ.). Internet Movie Database. Архів оригіналу за 13 жовтня 2013. Процитовано 2 жовтня 2013.
2. 1 2  Meet Joe Black (англ.). Internet Movie Database. Архів оригіналу за 6 жовтня 2013. Процитовано 2 жовтня 2013.
3. 1 2  Meet Joe Black (англ.). Box Office Mojo. Архів оригіналу за 21 жовтня 2013. Процитовано 2 жовтня 2013.
4. ↑  Meet Joe Black (англ.). Allrovi. Архів оригіналу за 5 лютого 2012. Процитовано 2 жовтня 2013.
5. 1 2  Full cast and crew for Meet Joe Black (англ.). Internet Movie Database. Архів оригіналу за 25 березня 2016. Процитовано 2 жовтня 2013.
6. ↑  Знакомьтесь, Джо Блэк. Премьеры (рос.). КиноПоиск. Архів оригіналу за 4 жовтня 2013. Процитовано 2 жовтня 2013.
7. ↑  Meet Joe Black (англ.). Rotten Tomatoes. Архів оригіналу за 2 жовтня 2013. Процитовано 2 жовтня 2013.
8. ↑  Meet Joe Black (англ.). Metacritic. Архів оригіналу за 21 березня 2014. Процитовано 2 жовтня 2013.
9. ↑  Awards for Meet Joe Black (англ.). Internet Movie Database. Архів оригіналу за 18 квітня 2016. Процитовано 2 жовтня 2013.